# 马克·伦纳德
马克·亨利·伦纳德（英語：Marc Henry Leonard，2001年12月19日—），是一名蘇格蘭職業足球員，司職中場，現時效力英甲球會伯明翰。

## 球會生涯

### 布莱顿
2018年，伦纳德從哈茨改赴布莱顿青年隊學習踢球。他在2021年8月24日英格蘭聯賽盃第二額作客以2-0擊敗卡迪夫城的比賽中首次職業上場，之後12月15日他入選英超聯賽對狼队的替補名單，但沒有上場。

### 外借到北安普顿
2022年7月25日，他被外借到英乙球會北安普顿整個球季。10月25日對瑟頓聯的比賽，他打進首顆職業進球，球賽結果最終為2-2。整個球季他共在聯賽上場了45次，包括閉幕日比賽以1-0擊敗特兰米尔流浪，使球隊取得聯賽第三名，來季晉級至英甲聯賽。
2023年7月29日，伦纳德重新被外借回北安普顿第二個球季，他共在聯賽先發上場所有46場比賽，並當選了球會的球迷選出全季最佳球員和足球先生。

### 伯明翰城
2024年7月25日，他轉投剛降級至英甲的伯明翰，雙方簽約四年，轉會費不對外公佈。他在球季揭幕日對雷丁的比賽中首次上場，最終以1-1打平。

## 國家隊生涯
伦纳德曾代表蘇格蘭U17、U18和U19出賽。2021年10月7日，他首次代表蘇格蘭U21上場，參加主場以1-0不敵丹麥U21的2023年U21歐洲國家盃資格賽賽事。